# Kowrigino (przystanek kolejowy)
Kowrigino (ros. Ковригино) – przystanek kolejowy w pobliżu miejscowości Kowrigino, w rejonie pawłowskoposadzkim, w obwodzie moskiewskim, w Rosji. Położony jest na linii Pawłowskij Posad – Elektrogorsk.